# فيكرز فانوكس
فيكرز فانوكس (بالإنجليزية: Vickers Vanox)‏ هي قاذفة قنابل ذات سطحين ومحركان. أنتجت في بريطانيا. من صناعة فيكرز. كان أول طيران لها في 30 نوفمبر 1929.